# 米田弥央
米田 弥央（よねだ みお、1978年12月15日 - ）は、富山県高岡市出身の舞台女優・司会アシスタント。ロットスタッフ所属。

## 来歴・人物
富山県立高岡高等学校、早稲田大学理工学部（現早稲田大学理工学術院）応用物理学科卒業、同大学院理工学術院修士課程修了。大学在学中はトランポリン同好会に所属。そのかたわら舞台女優としての活動を開始し、2000年に入団した劇団カムカムミニキーナのほぼ全ての公演に参加。大学院では中性子散乱を用いて固体の物性をミクロな立場から研究する研究室に所属。
2012年に放送された『うもれびと』（フジテレビ）にアシスタント「Jの秘書・のぶこ」として出演。その番組をきっかけに『スタジオパークからこんにちは』（NHK）のアシスタントキャスターに抜擢される。
2016年4月をもって劇団カムカムミニキーナを退団。
アシスタントとして出演していた『ダラケ! ～お金を払ってでも見たいクイズ～』（BSスカパー!）の2018年3月22日放送分で、芸人の与座よしあき（元ホーム・チーム）と2011年12月15日に結婚し、当時、妊娠7ヶ月であることを公表した。
2021年8月23日、第2子を出産した。
夫婦漫才コンビ「与座とワイフ」を結成してM-1グランプリに出場経験がある。

## 出演

### 舞台
- 劇団カムカムミニキーナ公演
  - 鈴木の大地 〜六時間リニューアルバージョン〜（2000年）
  - サイエンス・ジャンボ・ヨーグルト（2001年）
  - 孤独なパイロット（2003年）
  - 超人（2004年）
  - 越前牛乳（2005年）
  - フロシキ（2006年）
  - 軍団（2007年）
  - ダルマ（2008年）
  - アザラシ（2009年）
  - 旗揚げ20周年記念作品 〜水際パン屋〜（2010年）
  - かざかみパンチ（2011年）
  - ひーるべる（2012年）
  - G海峡（2014年）
  - スワン・ダイブ（2015年）
  -  〜大稲荷・きつね色になるまで入魂〜（2015年）
- 美しきものの伝説
- 砂の上の植物群
- アベベのベ
- カーラヂオが終われば
- グレート・ネイチャー
- LOST!! 〜呼ばれない奴ら〜

### 映画
- グミ・チョコレート・パイン（2007年）
- 映画 クロサギ（2008年）

### テレビドラマ
- 劇団演技者。（2004年）
- チョコミミ（2007年）
- 金曜プレステージ「黒の滑走路3（2013年） - 石田マリ子 役
- ウルトラマンギンガS（2014年）
- 恋の時価総額 (2015年）

### バラエティ
- めちゃ×2イケてるッ!
- おお!Myゴッド
- 超再現!ミステリー
- ふたり道 〜助手席のオキテ〜
- うもれびと（2012年4月 - 9月） - Jの秘書・のぶこ
- スタジオパークからこんにちは (2013年4月 - 2014年3月）- アシスタントキャスター
- ダラケ! 〜お金を払ってでも見たいクイズ〜（BSスカパー、2014年10月9日 - ） - アシスタント
- 痛快TV スカッとジャパン
- ゴッドタン
- タモリ倶楽部 （テレビ朝日、2017年6月9日）「ドクター毒虫の虫さされ対策マル秘マニュアル」
- スカパー! アダルト放送大賞2022 授賞式〜スカパー! アダルトの歴史が変わる。新時代のアダルトクイーン決めちゃいますスペシャル!!〜（2022年3月15日（14日深夜）、BSスカパー!）司会[6]

### CM
- 三井ダイレクト損害保険
- MEIJI
- 警視庁暴力団排除条例
- 医療法人社団「アール・アンド・オー
- メンソレータムAD乳液
- 麒麟淡麗生
- ニンテンドー3DS版 ドラゴンクエストX オンライン 親子篇[7]
- よみうりランド「グッジョバ!!」

### Web
- ナカバヤシ
- GAMON 〜ギャモン〜
- ゼロ・グラビティ PR映像（2013年）
- 忖度WEB連載「米田弥央のダジャレさんがころんだ。」

### ラジオ
- 竹島宏の"今夜は決めるぜ!"
- IN THE MORNING キラリキトキトコラムコーナー（金曜担当）
- 米田弥央・久和恵実の大喜利プラス 〜あなたはだんだんボケたくなる！〜（FMとやま、2017年12月1日 - 2018年5月4日）[8]